# Biserica Sfinții Arhangheli din Horea
Biserica Sfinții Arhangheli din Horea este o biserică ortodoxă din județul Alba, monument istoric și de arhitectură. În anii 2010, după construcția unei biserici ortodoxe din beton, vechiul monument a fost lăsat în paragină. 
În decembrie 2011 inițiativa preotului paroh ortodox de demolare a turnului vechii biserici s-a încheiat cu o intervenție a poliției.
În anul 2020 edificiul se află în stare de precolaps.

## Imagini

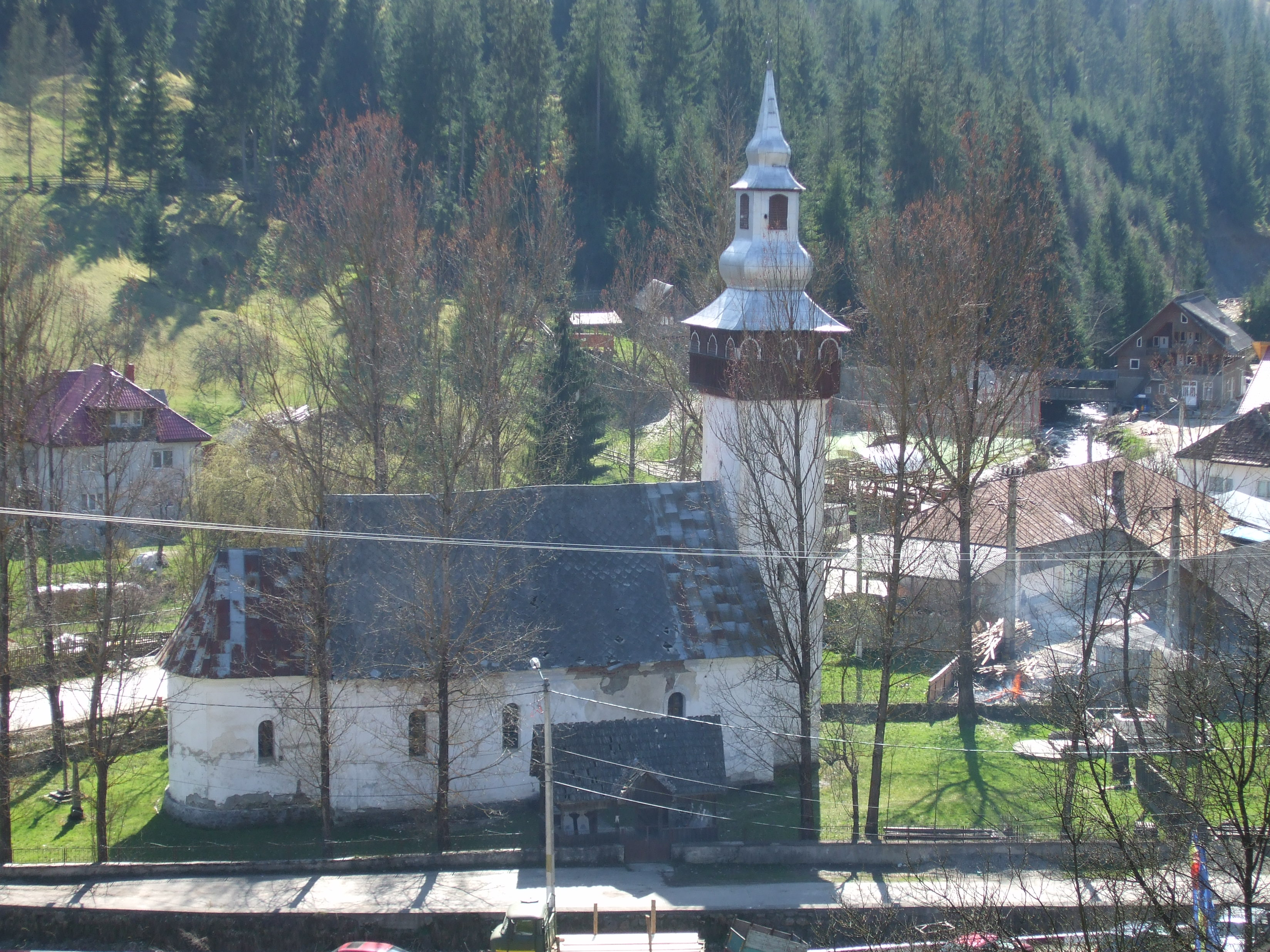
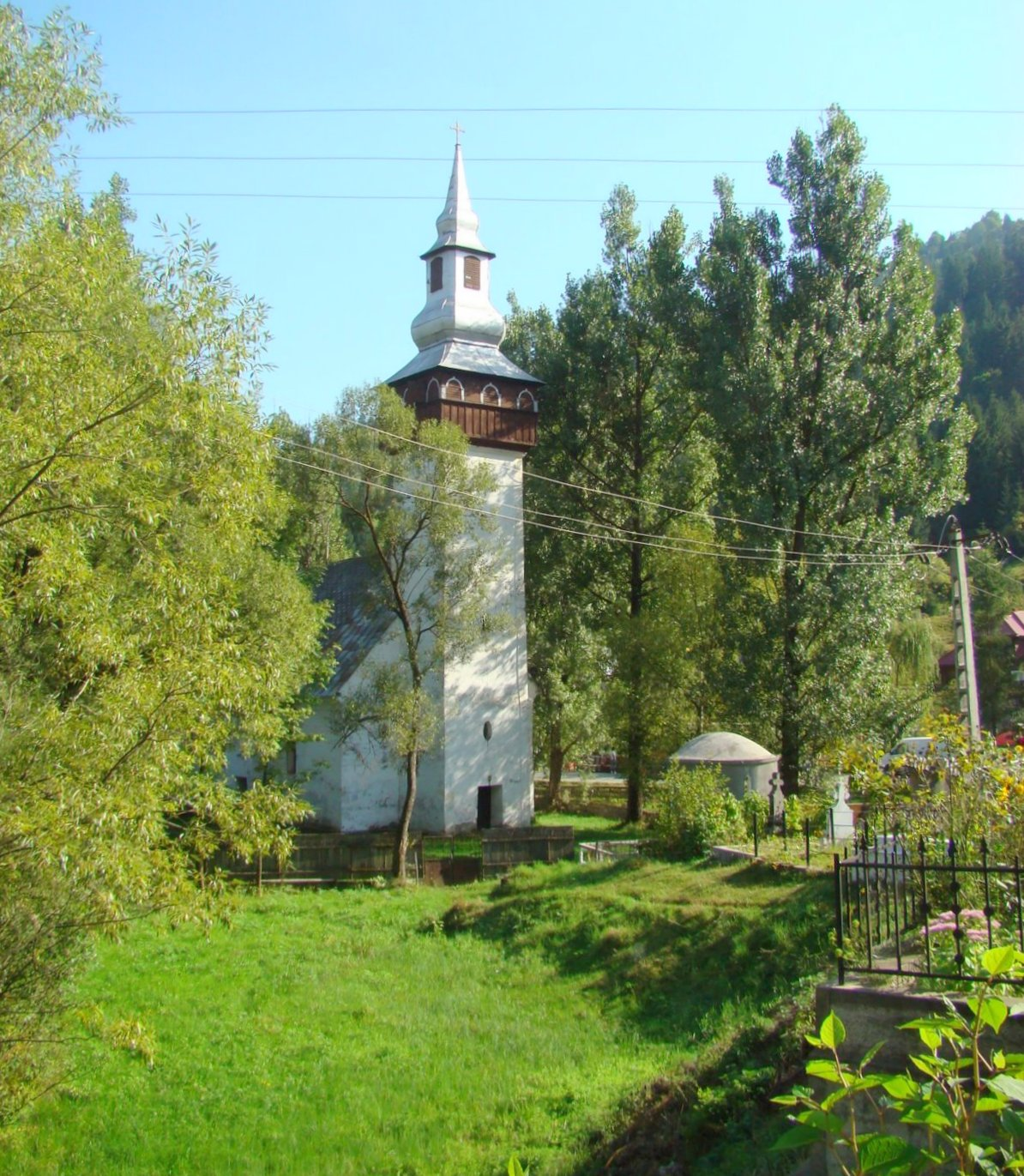
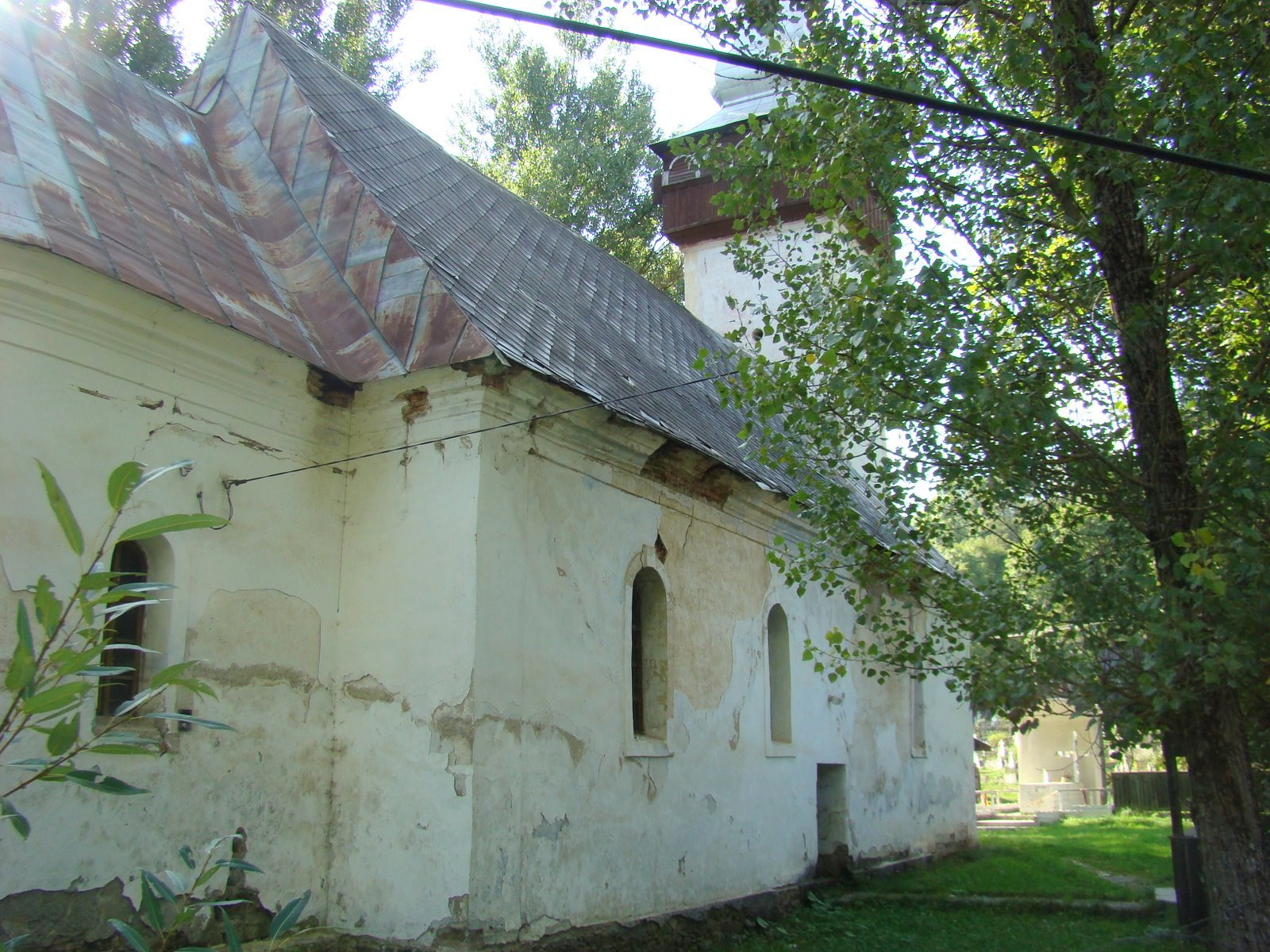
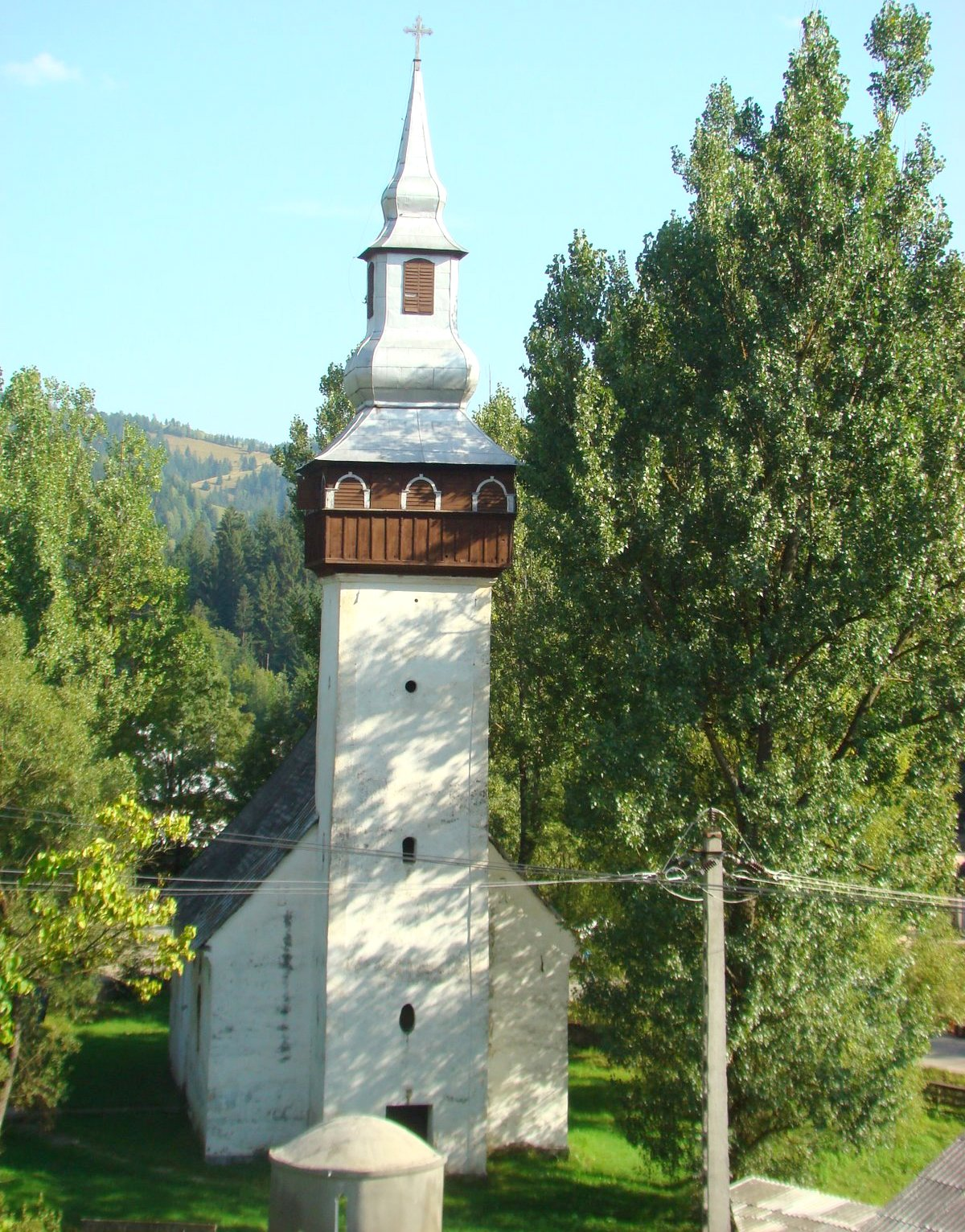
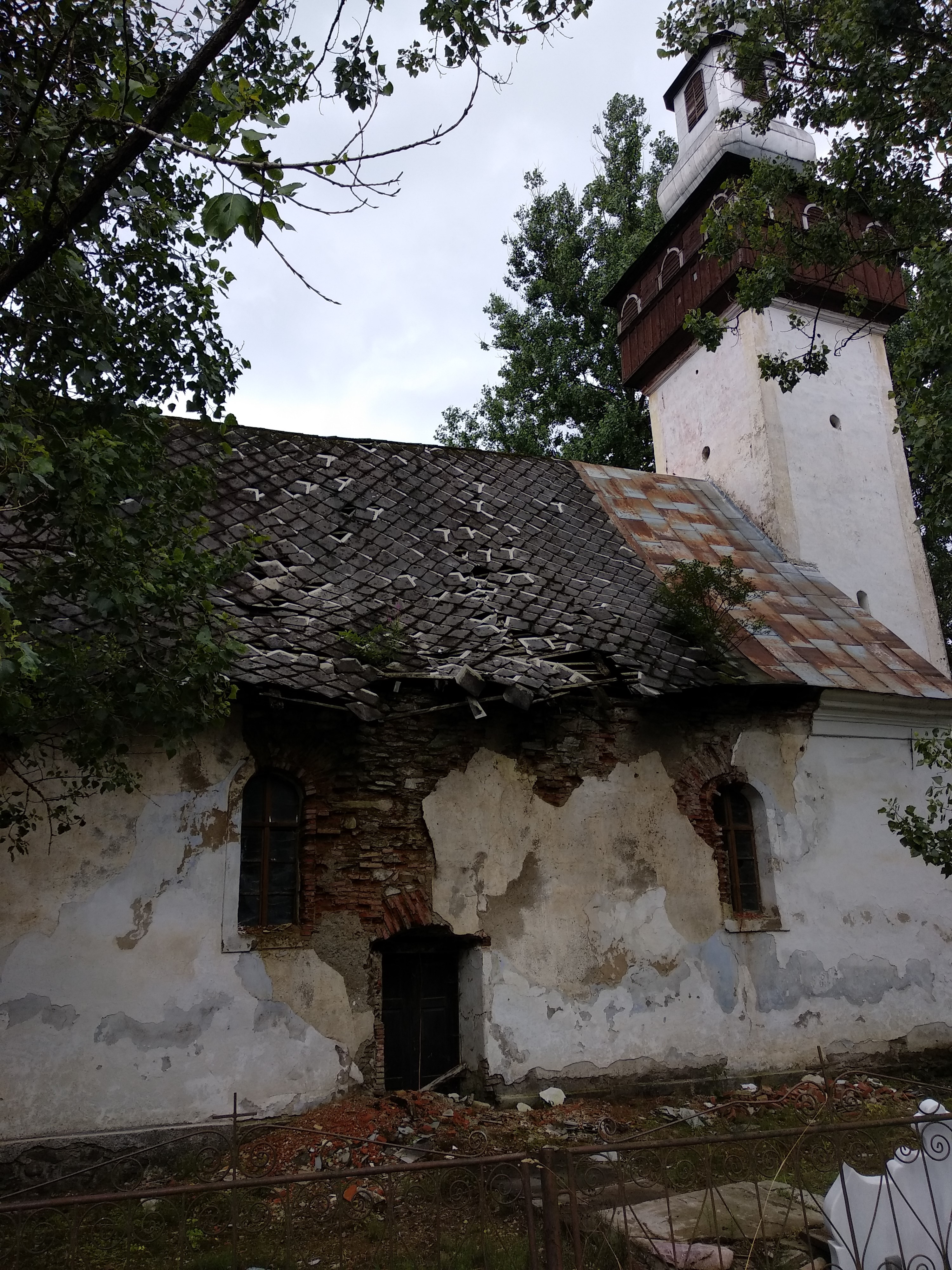
Starea monumentului în iulie 2020